# Bipolární tranzistor
Bipolární tranzistor je druh tranzistoru. Jde o elektronickou součástku tvořenou třemi oblastmi polovodiče s různým typem vodivosti v uspořádání NPN nebo PNP, které vytvářejí dvojici přechodů PN. Prostřední oblast se nazývá báze (B), krajní emitor (E) a kolektor (C, výjimečně K). Ke každé z oblastí je zapojen vývod. Při vhodném zapojení je velikost elektrického proudu tekoucího mezi emitorem a kolektorem řízena malými změnami proudu tekoucího mezi bází a emitorem. Bipolární tranzistory se používají jako zesilovače, spínače a invertory. Vyrábějí se jako samostatné součástky nebo jako prvky integrovaných obvodů. Ve složitých integrovaných obvodech však převládá používání unipolárních tranzistorů.

## Schematické značky
Pro zobrazení ve schématech se používají dvě provedení značky bipolárního tranzistoru. Pokud jde o samostatnou součástku, pak je „funkční část tranzistoru“ v kružnici, ze které vedou tři vývody (označené Báze, Colector/Kolektor a Emitor).
Pokud je funkční část zapouzdřena společně s dalšími prvky (v integrovaném obvodu, hybridním modulu a pod.), pak se používá schéma bez kružnice.
Typ tranzistoru (PNP/NPN) je označen šipkou. Směr šipky je konzistentní s vodivým směrem PN přechodů (tedy u PNP tranzistoru lze naměřit vodivý směr diody E→B a C→B. U NPN tranzistoru je vodivý směr PN přechodu obrácený).
Pro snadnější zapamatování platí mnemotechnické pomůcky v podobě dvou rýmovaček, a to: „eN Pé eN, šipka ven“ nebo  „eN Pé eN, z kola ven“.

## Princip činnosti bipolárního tranzistoru

Zjednodušený průřez planárním bipolárním tranzistorem NPN.

Bipolární tranzistor je třívrstvá součástka složená z různě dotovaných oblastí. Emitor je o několik řádů více dotován než báze, má mnohem více volných nosičů náboje. V případě NPN tranzistoru elektronů, a ty zaplaví tenkou oblast báze. Uvažujme tranzistor typu NPN v zapojení se společným emitorem. Zvyšováním kladného napětí mezi bází a emitorem (tj. kladný pól zdroje na bázi a záporný na emitoru) se ztenčuje oblast bez volných nosičů na rozhraní báze a emitoru. Okolo napětí 0,6 V až 0,7 V pro křemík (Si) a 0,2 V až 0,3 V pro germanium (Ge) začíná PN přechod báze–emitor vést elektrický proud. Tato část tranzistoru se chová jako klasická dioda a to z důvodu, že má v této části naprosto totožnou konstrukci (PN přechod).
Přivedením kladného napětí mezi kolektor a emitor začnou být přebytečné elektrony odsávány z báze směrem ke kolektoru. Přechod báze–kolektor je polarizován v závěrném směru. Přebytek elektronů je následně posbírán ve vyprázdněné oblasti přechodu kolektor–báze.

## Podmínky pro správnou funkci tranzistoru
- Tenká vrstva báze – Podstata tranzistorového jevu.
- Emitor dotovaný více než báze – Způsobuje převahu volných nosičů náboje z emitoru. Při otevření přechodu báze–emitor se tak zachovává délka báze a elektrony vstříknuté do báze z emitoru nestíhají rekombinovat.
- Báze dotovaná více než kolektor – Čím větší je rozdíl dotací, tím větší napětí může tranzistor spínat, ale má také větší sériový odpor.

V bipolárním tranzistoru vedou proud také díry. Ty se zákonitě pohybují opačným směrem, ale plní stejnou úlohu jako elektrony. Proto se tomuto typu tranzistoru říká „bipolární“.

## Základní zapojení

Zapojení tranzistorového zesilovače se společným emitorem.

V elektronických obvodech může být tranzistor zapojen čtyřmi základními způsoby. Podle elektrody, která je společná pro vstupní i výstupní signál se rozlišuje zapojení se
- společným emitorem (SE) – obrací fázi, proudové a napěťové zesílení je mnohem větší než 1
- společnou bází (SB) – neobrací fázi, malé proudové zesílení (Ai<1), velmi malá vstupní impedance, velké napěťové zesílení (velikostně podobné jako zapojení SE), zapojení se využívá ve spínačích nebo ve stabilizátorech ve zdrojích
- společným kolektorem (SC) (= emitorový sledovač) – neobrací fázi, velký vstupní odpor, velké proudové zesílení, menší napěťové zesílení (<1), využívá se ve sledovačích daného obvodu
- regulační stupeň (RS)

Nejčastěji se používá zapojení se společným emitorem (SE), viz obrázek. Na první pohled emitor není uzemněn, ale podstatný je pohled z hlediska přenosu změn signálu. Z tohoto pohledu je rezistor R4 pro nastavení stejnosměrného pracovního bodu pro střídavý signál zkratován velkou paralelní kapacitou kondenzátoru C3. Důležitou informaci o vlastnostech tranzistoru podávají jeho vstupní a výstupní charakteristiky. Celková charakteristika se zakresluje do kartézské soustavy souřadnic.

## Matematický popis tranzistoru
K výpočtu zesilovacího činitele (jako například h21E) se používá tzv. hybridních rovnic.
{\displaystyle u_{1}=h_{11}\cdot i_{1}+h_{12}\cdot u_{2}}
{\displaystyle i_{2}=h_{21}\cdot i_{1}+h_{22}\cdot u_{2}}
Můžeme dosadit např. pro zapojení SE:
{\displaystyle u_{BE}=h_{11}\cdot i_{B}+h_{12}\cdot u_{CE}}
{\displaystyle i_{C}=h_{21}\cdot i_{B}+h_{22}\cdot u_{CE}}
z toho např. {\displaystyle h_{11}}:
{\displaystyle h_{11}={\frac {u_{BE}}{i_{B}}}} při {\displaystyle u_{CE}=0\to u_{CE}=konst.}
Stejně tak platí vztah {\displaystyle I_{E}=I_{C}+I_{B}}
Toto je vlastně obecný první Kirchhoffovův zákon.
{\displaystyle h_{11}} = diferenciální vstupní odpor při výstupu nakrátko
{\displaystyle h_{12}} = diferenciální zpětný napěťový přenos při vstupu naprázdno
{\displaystyle h_{21}} = diferenciální proudový přenos při výstupu nakrátko (někdy uváděn jako {\displaystyle h_{FE}} nebo {\displaystyle \beta }
{\displaystyle h_{22}} = diferenciální výstupní vodivost při vstupu naprázdno
Můžeme také počítat s admitančními rovnicemi:
{\displaystyle i_{1}=y_{11}\cdot u_{1}+y_{12}\cdot u_{2}}
{\displaystyle i_{2}=y_{21}\cdot u_{1}+y_{22}\cdot u_{2}}
Poznámka: Všimněte si psaní malých a velkých písmen. Velká označují statické hodnoty a malá dynamické – tzn. že velká písmena vyjadřují chování v ustáleném stavu při stejnosměrných veličinách, kdežto malá písmena určují chování (okamžité hodnoty) při střídavých veličinách. Toto je nutno brát v potaz.